# Egilshöll
Die Egilshöll ist eine Mehrzweckhalle in der isländischen Hauptstadt Reykjavík. Die Arena verfügt über drei Mini-Fußballfelder, eine Eisbahn, eine Haupthalle, einen Schießstand sowie mehrere Tennisplätze und ein Kino. Die Halle wird neben den Sportveranstaltungen gleichermaßen für Konzerte genutzt.

## Konzerte
| Datum         | Künstler                |
| ------------- | ----------------------- |
| 4. Juli 2004  | Metallica               |
| 4. Juli 2004  | Brain Police            |
| 14. Mär. 2005 | Plácido Domingo         |
| 7. Juni 2005  | Iron Maiden             |
| 30. Juni 2005 | Duran Duran             |
| 30. Juni 2005 | Queens of the Stone Age |
| 5. Juli 2005  | Foo Fighters            |
| 12. Juni 2006 | Roger Waters            |
| 31. Okt. 2007 | Andrea Bocelli          |
| 08. Aug. 2008 | Eric Clapton            |